# Karl Harlander
Karl Harlander (* 10. September 1861 in München; † 28. März 1936 ebenda) war ein bayerischer Generalleutnant.

## Leben
Harlander schlug die Offizierslaufbahn in der Bayerischen Armee ein und besuchte zunächst die Kriegsschule. 1882 wurde er zum Leutnant, 1891 zum Oberleutnant, 1897 zum Hauptmann, 1906 zum Major und 1909 zum Oberstleutnant befördert. 1910 wurde er Kommandeur des 3. Feldartillerie-Regiments „Prinz Leopold“. 1911 erfolgte seine Beförderung zum Oberst. 1912 wurde er mit der gesetzlichen Pension zur Disposition gestellt und mit dem Militärverdienstorden III. Klasse ausgezeichnet.
Mit Ausbruch des Ersten Weltkrieges wurde Harlander reaktiviert. Nach einer Verwendung in der Feldzeugmeisterei diente er als Abteilungschef im Kriegsministerium. 1915 wurde er zum Generalmajor und zum Kriegsende hin zum Generalleutnant befördert. Mit der letzten Beförderung führte er den Titel Exzellenz.
Harlander studierte Medizin, wurde zum Dr. med. promoviert und war anschließend als praktischer Arzt tätig. 1921 verlieh ihm das Corps Vitruvia München die Corpsschleife. Seit 1901 war er mit Hedwig, geborene Ehrenreich, verwitwete Gilka verheiratet. Sie brachte als Erbe das 478 ha Rittergut Saßleben samt Schloss Saßleben im niederlausitzischen Landkreis Calau mit in die Ehe.